# Hicham Faik
Hicham Faik (Den Haag, 19 maart 1992) is een Nederlands-Marokkaans voetballer die doorgaans als middenvelder speelt. 

## Carrière
Faik doorliep vanaf 2002 de jeugdopleiding van ADO Den Haag. In oktober 2011 was hij op proef bij FC Groningen. In het seizoen 2011/12 speelde hij voor ADO Den Haag onder 20. Faik stapte in 2012 over naar Almere City. Daarvoor debuteerde hij dat jaar in het betaald voetbal, in de Eerste divisie. In september 2014 tekende hij vervolgens voor één jaar bij Roda JC Kerkrade, met een optie voor nog één seizoen. Hiermee promoveerde hij via de play-offs 2015 naar de Eredivisie, waarin hij datzelfde jaar zijn eerste wedstrijd speelde. Daar liep zijn contract in 2016 af. Nadat een transfer naar US Salernitana 1919 afketste, verbond Faik zich voor twee jaar aan Excelsior. In 2018 ging Faik naar SV Zulte Waregem. Hij verruilde Zulte Waregem in juli 2019 voor Sc Heerenveen. Bij Heerenveen werd hij aanvoerder. In augustus 2020 ging hij naar Al-Faisaly in Saoedi-Arabië. In het seizoen 2022/23 speelde hij voor Al-Ahli. Medio 2023 ging hij op het tweede niveau voor Al-Bukiryah FC spelen. 

## Clubstatistieken
| Seizoen         | Club             | Competitie          | Competitie | Competitie | Beker | Beker | Internationaal | Internationaal | Overig | Overig | Totaal | Totaal |
| Seizoen         | Club             | Competitie          | Wed.       | Dlp.       | Wed.  | Dlp.  | Wed.           | Dlp.           | Wed.   | Dlp.   | Wed.   | Dlp.   |
| --------------- | ---------------- | ------------------- | ---------- | ---------- | ----- | ----- | -------------- | -------------- | ------ | ------ | ------ | ------ |
| 2012/13         | Almere City      | Eerste divisie      | 31         | 3          | 1     | 0     | –              | –              | 0      | 0      | 32     | 3      |
| 2013/14         | Almere City      | Eerste divisie      | 32         | 1          | 1     | 0     | –              | –              | 0      | 0      | 33     | 1      |
| 2014/15         | Roda JC Kerkrade | Eerste divisie      | 32         | 3          | 3     | 1     | –              | –              | 4      | 0      | 39     | 4      |
| 2015/16         | Roda JC Kerkrade | Eredivisie          | 27         | 3          | 4     | 1     | –              | –              | 0      | 0      | 31     | 4      |
| 2016/17         | Excelsior        | Eredivisie          | 22         | 4          | 2     | 0     | –              | –              | 0      | 0      | 24     | 4      |
| 2017/18         | Excelsior        | Eredivisie          | 33         | 5          | 1     | 0     | –              | –              | 0      | 0      | 34     | 5      |
| 2018/19         | Zulte Waregem    | Eerste klasse A     | 19         | 4          | 1     | 0     | –              | –              | 0      | 0      | 20     | 4      |
| 2019/20         | SC Heerenveen    | Eredivisie          | 26         | 3          | 4     | 1     | -              | -              | 0      | 0      | 30     | 4      |
| 2020/21         | Al-Faisaly       | Professional League | 28         | 3          | 4     | 0     | -              | -              | 0      | 0      | 32     | 3      |
| Carrière totaal | Carrière totaal  | Carrière totaal     | 250        | 29         | 21    | 3     | 0              | 0              | 4      | 0      | 275    | 32     |